# Lyngbystadion
Het Lyngbystadion is een multifunctioneel stadion in Kongens Lyngby, een plaats in Denemarken. 
Het stadion werd geopend in 1949 en is sindsdien een aantal keer gerenoveerd. De eerste keer in 1964. De westelijke tribune werd gebouwd in 1968. In de jaren 90 kwam daar een tweede, oosttribune bij. Bij de renovatie in 2013 werd de westelijke tribune vernieuwd en de atletiekbaan verwijderd. Een derde tribune werd gebouwd in 2016, dit keer aan de zuidkant. Dit deel van het stadion is niet overdekt. 
Het aantal toeschouwers is rond de 10.000. Dit aantal lag hoger in het verleden, het record staat op 14.794 in een wedstrijd van de thuisclub Lyngby BK in 1991. Om veiligheidsredenen werd het aantal verminderd. Eigenaar van het stadion is de gemeente Lyngby-Taarbæk.